# Северо-Кавказская государственная академическая филармония имени В. И. Сафонова
Се́веро-Кавка́зская госуда́рственная филармо́ния и́мени В. И. Сафо́нова — филармония, государственное учреждение культуры в Кисловодске. Ранее — Федеральная филармония на Кавказских Минеральных Водах (24 февраля 2014 года Министерством культуры РФ издан приказ об изменении названия).
Состоит из десяти концертных залов, расположенных в городах Кавказских Минеральных Вод. Центральный филиал находится в здании Курзала в Кисловодске.

## История создания
В 1895 году был построен Курортный зал (курзал) в Кисловодске — главное здание филармонии. Тогда же был создан постоянный симфонический оркестр, который сегодня носит название Академического симфонического оркестра имени В. И. Сафонова. Идея создания Курзала принадлежала Василию Ильичу Сафонову, в то время занимавшему пост директора Московской консерватории и председателя Московского Отделения Российского Музыкального общества. Сафонов был уроженцем Кавказа и потому часто бывал в Кисловодске.
Курортный зал был построен на средства Акционерного Общества Владикавказской железной дороги с целью «организации досуга курсовых» всего за один год. Спроектировал здание архитектор бельгийского происхождения Евгений Дескубес. Оно было выдержано в традициях музыкальных заведений европейских курортов. Внутри здания располагались большой театральный зал, библиотека, ресторан и холлы.
Здесь пели Фёдор Шаляпин и Леонид Собинов, танцевали Айседора Дункан и Матильда Кшесинская, играл пианист и композитор Сергей Рахманинов, оркестром управляли знаменитые дирижёры Василий Сафонов, Михаил Ипполитов-Иванов, Александр Глазунов, Сергей Кусевицкий, выступали артисты драматического театра Вера Комиссаржевская, Мария Савина, Мамонт Дальский, читал свои рассказы Александр Куприн.
В последующие годы здесь играли Святослав Рихтер, Мстислав Ростропович, Давид Ойстрах, Леонид Коган, дирижировали Юрий Симонов, Евгений Мравинский, Кирилл Кондрашин, выступали оркестры Леонида Утёсова, Эдди Рознера, Анатолия Бадхена.
7 мая 1945 года Приказом Комитета по делам искусства при СМ СССР создается Кисловодская филармония.
В 1972 году к основному зданию Курзала был пристроен ещё один концертный зал, в котором сегодня проходят симфонические и камерные концерты. Он носит имя одного из учеников В. И. Сафонова — Александра Николаевича Скрябина. В 2000 году зал реконструировали.

## Филармония сегодня
Сегодня Северо-Кавказская государственная филармония имени В. И. Сафонова — своеобразное музыкальное объединение, имеющее концертные залы в Железноводске, Пятигорске, Ессентуках и Кисловодске, в том числе два органных зала. В год проходит более трёх тысяч концертов разной жанровой направленности.
На базе филармонии проводятся ежегодный Всероссийский фестиваль Академической музыки имени В. И. Сафонова, фестивали симфонических оркестров, международные органные фестивали, всероссийские конкурсы, фестивали джазовой и современной музыки.
На сценах Госфилармонии выступают деятели музыкального искусства России и мира, среди которых Денис Мацуев, Симфонический оркестр Мариинского театра под управлением Валерия Гергиева и другие.
В филармонии работает научно-методический отдел, где собраны уникальные документы и материалы, связанные с историей культуры Кавказских Минеральных Вод, филармонии, Академического симфонического оркестра, а также документы, связанные с пребыванием на Кавминводах известных деятелей культуры: Ф. Шаляпина, С. Рахманинова, К. Станиславского. Основная задача отдела — популяризация и проведение образовательной и просветительской работы о настоящем и прошлом культурной и музыкальной жизни Госфилармонии и региона Кавминвод. Здесь проходят творческие встречи с музыкантами, писателями, художниками, камерные концерты, выставки, экскурсии.
Экспозиции трёх залов Научно-методического отдела представляют историю академического симфонического оркестра, историю строительства Курзала и летопись жизни основателя «Филармонии на Водах» Василия Ильича Сафонова. Обновлённые экспозиции работают с 2007 года.

## Зал имени В. И. Сафонова
Старейший, уникальный в плане архитектурной композиции театрально-концертный зал, рассчитанный на 700 мест. В честь В. И. Сафонова зал был назван в 1992 году. Здесь проходят камерные, симфонические и сольные концерты, а также оперные постановки, драматические и детские спектакли; это одна из площадок для ежегодных музыкальных фестивалей.

## Фойе зала имени В. И. Сафонова
Фойе концертного зала имени Сафонова постоянно функционирует как выставочное пространство. Экспозиция регулярно обновляется, слушатели могут познакомиться с работами художников разных регионов России.
Здесь проводятся камерные музыкальные вечера в духе салонов XIX века.

## Зеркальный зал
Небольшой зал предназначен для камерных концертов и музыкальных вечеров. Также здесь проходят представления интерактивного кукольного театра для маленьких зрителей.

## Зал имени А. Н. Скрябина
Второй концертный зал был пристроен к основному зданию Курзала в 1972 году. На сцене зала Скрябина исполняются симфонические и камерные концерты, музыкальные произведения для хора, солистов и оркестра — оратории, кантаты, мессы, джазовая музыка.

## Органный зал Кисловодска
Один из органных залов Северо-Кавказской филармонии размещается в здании детской музыкальной школы № 1 города Кисловодска. Он был открыт в 1990 году и стал первым на Юге России. Здесь стоит инструмент немецкой фирмы Sauer. Он имеет три мануала, тридцать ножных клавиш-педалей, швеллер-жалюзи — изобретение органных мастеров эпохи Романтизма, позволяющее детально выявлять самые тонкие музыкальные оттенки в произведениях. Здесь проходили концерты таких артистов как Пауль Ван Хук, Ад Ван Слевен, Бренда Лич, Оливье Латри, Лада Лабзина.

## Зал имени Ф. И. Шаляпина

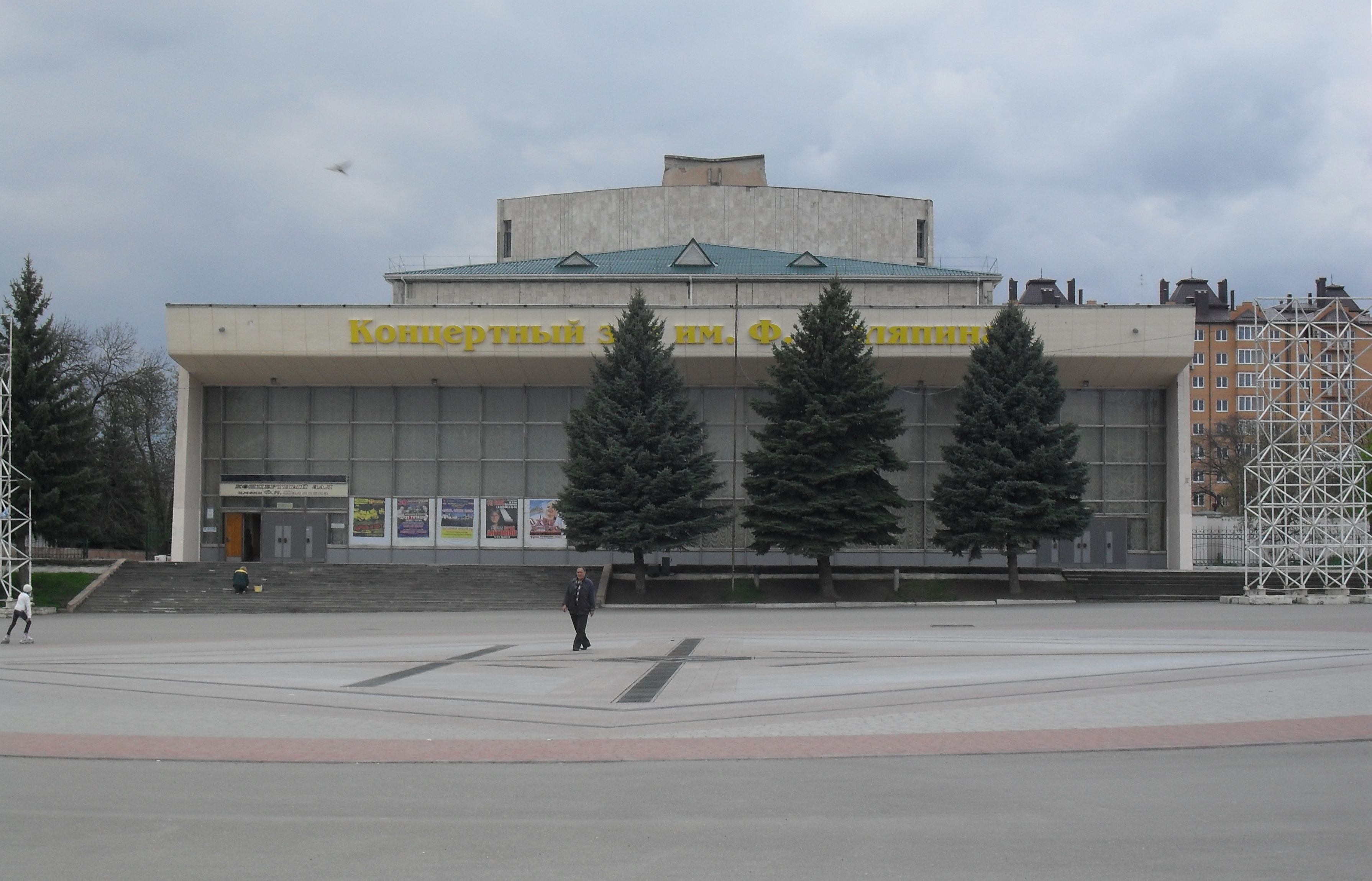
Концертный зал им. Ф. И. Шаляпина в Ессентуках

Открыт 16 февраля 1981 года как Гастрольный театр.
Этот зал расположен в центре города Ессентуки, на Театральной площади. Имеет два зала: «Большой» на 1 500 мест и «Зал камерной музыки» на 80 мест.
Сцена Большого зала благодаря особенностям своей архитектуры и современному техническому оснащению позволяет проводить здесь мероприятия самого широкого жанрового спектра.
Зал камерной музыки по акустическим свойствам идеально подходит для камерных концертов.
В ноябре 2011 года в Концертном зале имени Ф. Шаляпина состоялась презентация нового органа. Духовой орган фирмы Walker (Германия) стал самым крупным на Юге страны и одним из крупнейших во всей России. Этот инструмент имеет 48 регистров, свыше 4 000 труб, педальную клавиатуру, механическую трактуру.

## Лермонтовская галерея
Один из старейших камерных музыкальных и выставочных залов города Пятигорска находится в парке «Цветник». Проект Лермонтовской галереи из металла и стекла был выполнен Варшавским акционерным строительным обществом «Вл. Гостынский и Ко» по заказу директора курорта Кавказских Минеральных Вод В. В. Хвощинского. Торжественное открытие галереи состоялось 15 июля 1901 года в день памяти М. Ю. Лермонтова.

## Концертный зал «Камертон»
Один из самых больших концертных залов Северо-Кавказской государственной академической филармонии имени В. И. Сафонова находится на территории пятигорского парка имени Кирова.
Летняя открытая концертная площадка была построена на естественном склоне холма в 1953 году по проекту архитектора Б. П. Светлицкого. Первоначально она получила название «Зелёный театр». В 1980-х годах он был реконструирован: появилась крыша, скамейки заменили креслами. Театр переименовали в летний концертный театр «Камертон».
Зал вмещает 1 700 зрителей. На его сцене проходят вокальные и симфонические концерты, выступления звёзд эстрады и театральные постановки.

## Коллектив
В настоящее время состав филармонии включает 440 сотрудников. В их числе творческие коллективы: Академический симфонический оркестр имени Сафонова, камерный оркестр «Амадеус», духовой оркестр «Геликон», Филармонический хор имени Сафонова, ансамбль старинной музыки «Менестрели» и др.
В составе Северо-Кавказской Госфилармонии более сорока солистов — вокалисты, инструменталисты, музыковеды, чтецы.
Среди главных дирижёров последних лет были такие музыканты, как Станислав Кочановский, Димитрис Ботинис, Конрад ван Альфен. В июле 2023 года главным дирижёром стал Николай Шугаев.
Музыкальный репертуар регулярно обновляется и пополняется.

## Руководители
Генеральный директор и художественный руководитель Северо-Кавказской Госфилармонии — Заслуженная артистка России Светлана Владимировна Бережная.